# Podzemna postaja Blaha Lujza tér
| GLAVNE INFORMACIJE |                                           |                                                                                       |
| koordinati: 47°29′48″N 19°04′12″E / 47.49667°N 19.07000°E platforme: 1 otočna platforma |                                           |                                                                                       |
| ZGRADBA |                                           |                                                                                       |
| tip strukture: podzemlje globina: 16.35 metrov (86,5 čevljev) |                                           |                                                                                       |
| ZGODOVINA |                                           |                                                                                       |
| odprto: 2. april 1970 obnovljena: 2004 |                                           |                                                                                       |
| STORITVE |                                           |                                                                                       |
| \| PREDHODNA POSTAJA \| BUDIMPEŠTANSKA PODZEMNA ŽELEZNICA (METRO) \| NASLEDNJA POSTAJA \| \| Astoria do Déli pályaudvar (Budimpeštanska južna postaja) \| rdeča linija 2 \| Keleti pályaudvar (Budimpeštanska vzhodna postaja) do Örs vezér tere (trg chiefa Öra) \| \| --------------------------------------------------------- \| ----------------------------------------- \| ------------------------------------------------------------------------------------- \| |                                           |                                                                                       |
| PREDHODNA POSTAJA | BUDIMPEŠTANSKA PODZEMNA ŽELEZNICA (METRO) | NASLEDNJA POSTAJA                                                                     |
| Astoria do Déli pályaudvar (Budimpeštanska južna postaja) | rdeča linija 2                            | Keleti pályaudvar (Budimpeštanska vzhodna postaja) do Örs vezér tere (trg chiefa Öra) |

Blaha Lujza tér (trg Blahe Lujze) je postaja na liniji M2 (vzhod-zahod) budimpeštanske podzemne železnice. Je pomembno prometno križišče. Postaja je bila odprta 2. aprila 1970 kot del otvoritvenega odseka proge M2, med Deák Ferenc tér <small>(trg Deáka Ferenca)</small> in Örs vezér tere <small>(trg chiefa Öra)</small>. 
Trg je poimenovan po Lujzi Blahi, igralki (1850–1926). Madžarsko narodno gledališče je bilo na trgu vse do leta 1964, ko so ga (z eksplozijo) porušili zaradi gradnje podzemne železnice.
111 let stara kavarna New York Café se nahaja v bližini. Maja 2006 ga je prenovila in ponovno odprla italijanska hotelska veriga Boscolo Hotels Inc. 

## Povezave
- Tramvaj
  - 4 Széll Kálmán tér <small>(trg Szélla Kálmána)</small> – Újbuda-központ
  - 6 Széll Kálmán tér <small>(trg Szélla Kálmána)</small> – Móricz Zsigmond körtér
  - 28 Blaha Lujza tér <small>(trg Blahe Lujze)</small> (Népszínház utca (ulica Népszínház)) – Izraelita temető <small>(Izraelsko pokopališče)</small>
  - 28A Blaha Lujza tér <small>(trg Blahe Lujze)</small> (Népszínház utca (ulica Népszínház)) – Új köztemető (Kozma utca (ulica Kozma))
  - 37 Blaha Lujza tér <a href="./Blaha_Lujza_tér" rel="mw:WikiLink" data-linkid="134" data-cx="{&quot;adapted&quot;:false,&quot;sourceTitle&quot;:{&quot;title&quot;:&quot;Blaha Lujza tér metro station&quot;,&quot;thumbnail&quot;:{&quot;source&quot;:&quot;https://upload.wikimedia.org/wikipedia/commons/thumb/b/be/Blaha_Lujza_t%C3%A9r.jpg/80px-Blaha_Lujza_t%C3%A9r.jpg&quot;,&quot;width&quot;:80,&quot;height&quot;:60},&quot;description&quot;:&quot;Budapest metro station&quot;,&quot;pageprops&quot;:{&quot;wikibase_item&quot;:&quot;Q285913&quot;},&quot;pagelanguage&quot;:&quot;en&quot;},&quot;targetFrom&quot;:&quot;source&quot;}" class="mw-redirect cx-link" id="mwNA" title="Blaha Lujza tér"><small>(trg Blahe Lujze)</small></a> (Népszínház utca (ulica Népszínház)) – Új köztemető (Kozma utca (ulica Kozma))
  - 37A Blaha Lujza tér <a href="./Blaha_Lujza_tér" rel="mw:WikiLink" data-linkid="134" data-cx="{&quot;adapted&quot;:false,&quot;sourceTitle&quot;:{&quot;title&quot;:&quot;Blaha Lujza tér metro station&quot;,&quot;thumbnail&quot;:{&quot;source&quot;:&quot;https://upload.wikimedia.org/wikipedia/commons/thumb/b/be/Blaha_Lujza_t%C3%A9r.jpg/80px-Blaha_Lujza_t%C3%A9r.jpg&quot;,&quot;width&quot;:80,&quot;height&quot;:60},&quot;description&quot;:&quot;Budapest metro station&quot;,&quot;pageprops&quot;:{&quot;wikibase_item&quot;:&quot;Q285913&quot;},&quot;pagelanguage&quot;:&quot;en&quot;},&quot;targetFrom&quot;:&quot;source&quot;}" class="mw-redirect cx-link" id="mwNA" title="Blaha Lujza tér"><small>(trg Blahe Lujze)</small></a> (Népszínház utca (ulica Népszínház)) – Sörgyár
  - 62 Rákospalota, MÁV-telep – Blaha Lujza tér <small>(trg Blahe Lujze)</small> (Népszínház utca (ulica Népszínház))
- Trolejbus
  - 74 Park Csáktornya – Károly körút (Astoria)
- Avtobus : 5, 7, 7E, 8E, 99, 107, 108E, 110, 112, 133E, 217E

## Galerija
- Metro deluje na trgu Blahe Lujze v šestdesetih letih prejšnjega stoletja.
- Blaha Lujza tér leta 1970, kmalu po odprtju.
- Pogled na platformo.
- Še en pogled na platformo.